# Katteni Kaizō
Katteni Kaizō (かってに改蔵, lit. 'Kaizō, l'arbitrari') és un manga creat per Kôji Kumeta i publicat a la revista Weekly Shōnen Magazine i després a la revista Weekly Shonen Sunday. El manga tingué una segona edició recopilada en 14 volums l'any 2011 per l'aniversari dels 20 anys de Kumeta com a autor de manga i fou adaptat a un anime (OVA) el 2011. Fou publicat a Espanya per Ivrea del 2003 al 2011 amb el títol Las guarradas de Kaizo.

## Història
El protagonista Katsu Kaizo era un estudiant d'un institut per a genis que es tornà idiota i boig després que la seua amiga de la infància Natori Umi el va ferir al cap. Les idees boges de Kaizo provocaren una explosió a l'institut per a genis fent que tancara. Els seus companys aleshores venen per revenja després d'uns anys causant que Kaizo, Umi i altres membres del Club de Ciències visquen situacions estranyes.

## Edicions a Espanya
- Kumeta, Kohji; GÓMEZ SANZ, Agustín (trad.). Katteni Kaizo; Las guarradas de Kaizo.  Barcelona; Buenos Aires: Ivrea, 2003-2010. ISBN 987-1071-85-X. (vol. 1-26)[5]